# Eriocapitella hybrida
Eriocapitella hybrida (возможное русскоязычное название Эриокапителла гибридная) более известна под устаревшими синонимичными названиями Ве́треница гибридная или Анемо́на гибридная. Вид гибридного происхождения (Eriocapitella hupehensis × Eriocapitella vitifolia) многолетних цветковых растений рода Эриокапителла семейства Лютиковые (Ranunculaceae).

## Классификация

### Таксономия[2]
Eriocapitella hybrida  (L.H.Bailey) Christenh. & Byng , 2018, Global Fl. 0.21875
Вид Eriocapitella hybrida относится к роду Eriocapitella  семейства Лютиковые (Ranunculaceae) порядка Лютикоцветные (Ranunculales). По состоянию на конец 2023 года статус вида — «ожидающий подтверждения», означающий, что он признается не всеми систематиками в качестве самостоятельного. Кладограмма в соответствии с Системой APG IV:
|  |                                      |  |                                   |                                   |                     |  | ещё 6 семейств | ещё 6 семейств |                       |  |  |  | еще 6 подтвержденных видов |
|  |                                      |  |                                   |                                   |                     |  | ещё 6 семейств | ещё 6 семейств |                       |  |  |  | еще 6 подтвержденных видов |
|  |                                      |  |                                   | порядок Лютикоцветные             |                     |  |                |                | род Eriocapitella     |  |  |  |                            |
|  |                                      |  |                                   | порядок Лютикоцветные             |                     |  |                |                | род Eriocapitella     |  |  |  |                            |
|  | отдел Цветковые, или Покрытосеменные |  |                                   |                                   | семейство Лютиковые |  |                |                | Eriocapitella hybrida |  |  |  |                            |
|  | отдел Цветковые, или Покрытосеменные |  |                                   |                                   | семейство Лютиковые |  |                |                |                       |  |  |  |                            |
|  |                                      |  | ещё 63 порядка цветковых растений | ещё 63 порядка цветковых растений |                     |  |                | ещё 53 рода    | ещё 53 рода           |  |  |  |                            |
|  |                                      |  |                                   | ещё 63 порядка цветковых растений |                     |  |                |                | ещё 53 рода           |  |  |  |                            |

## Некоторые сорта

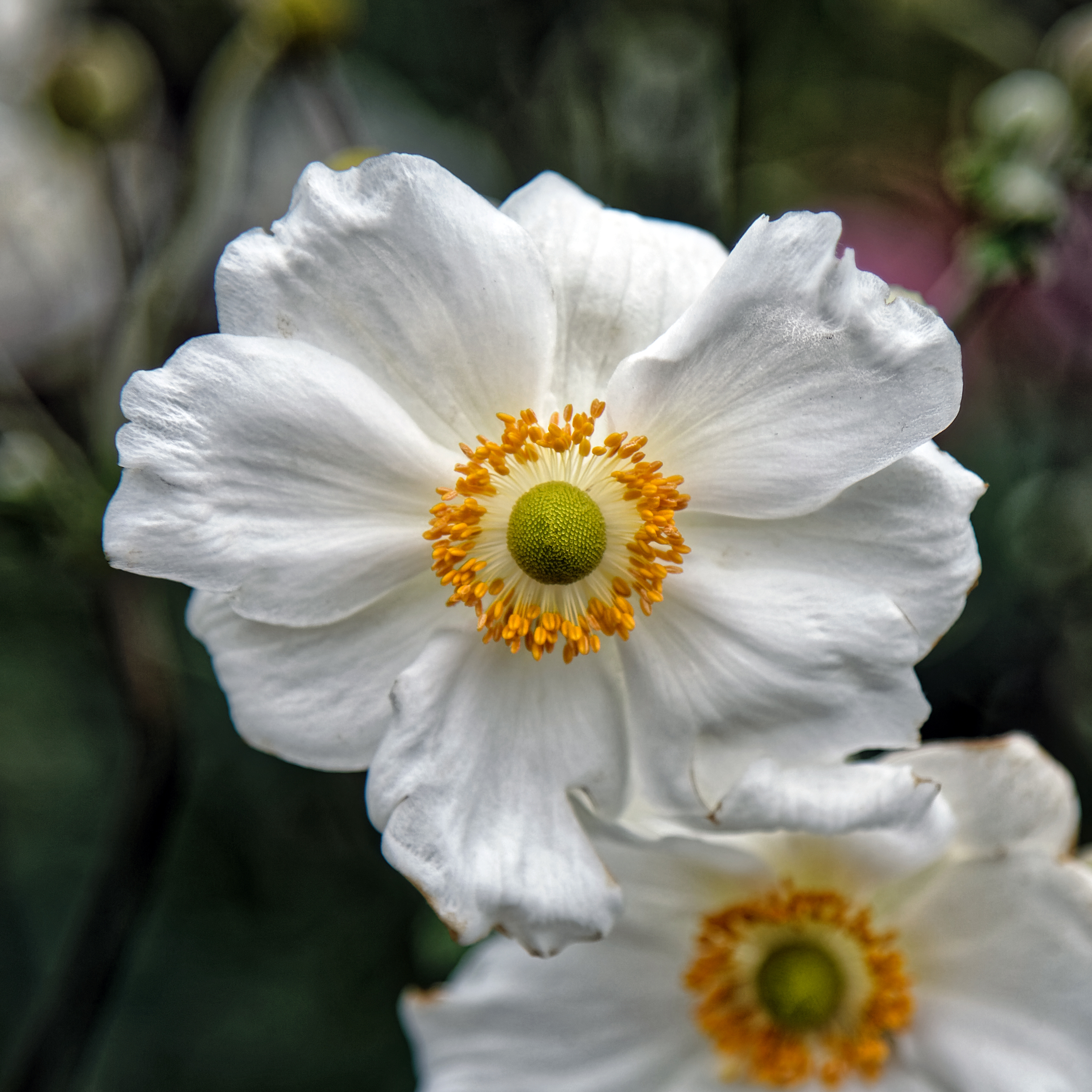
Anemone x hybrida ‘Honorine Jobert’

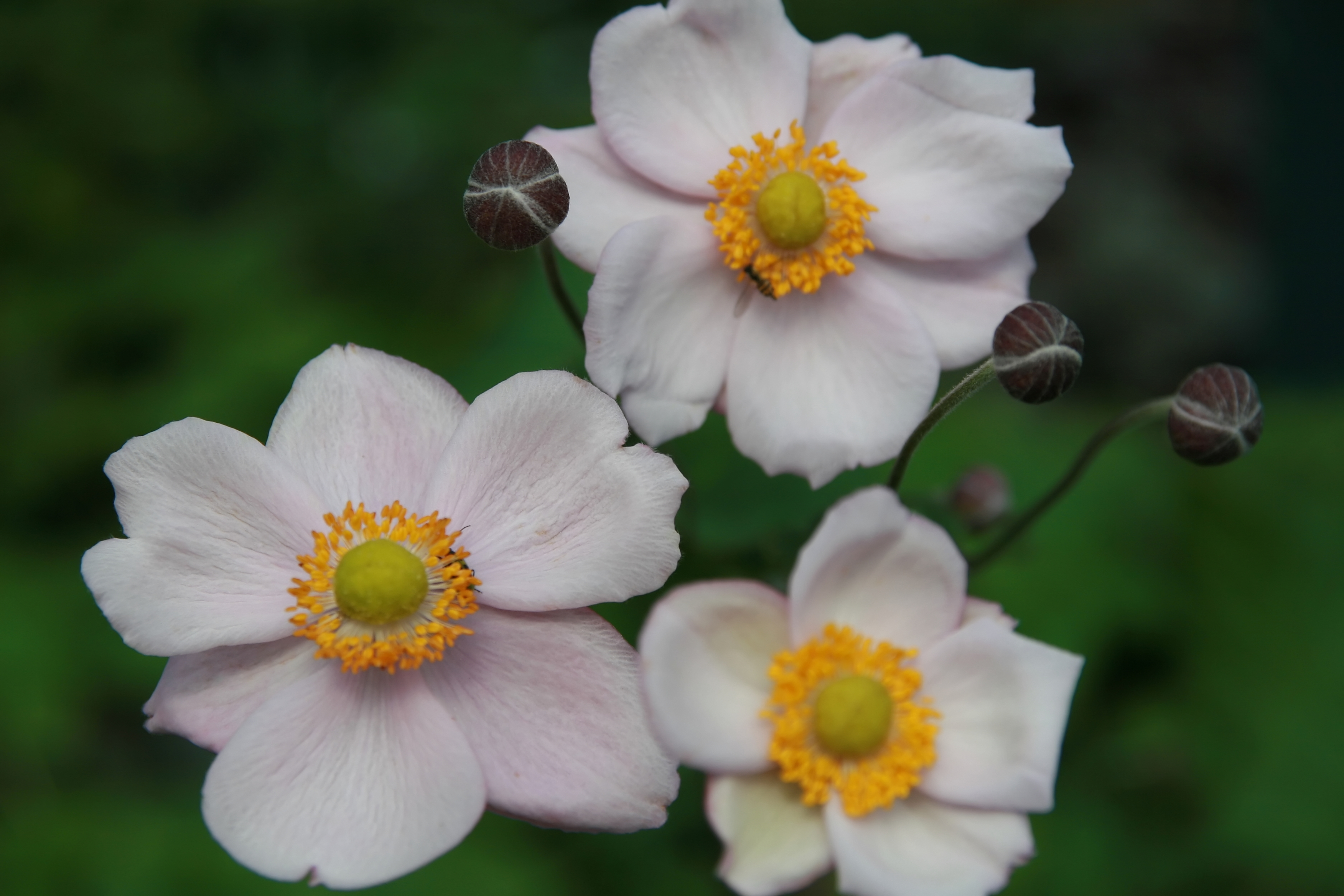
Anemone x hybrida ‘Robustissima’

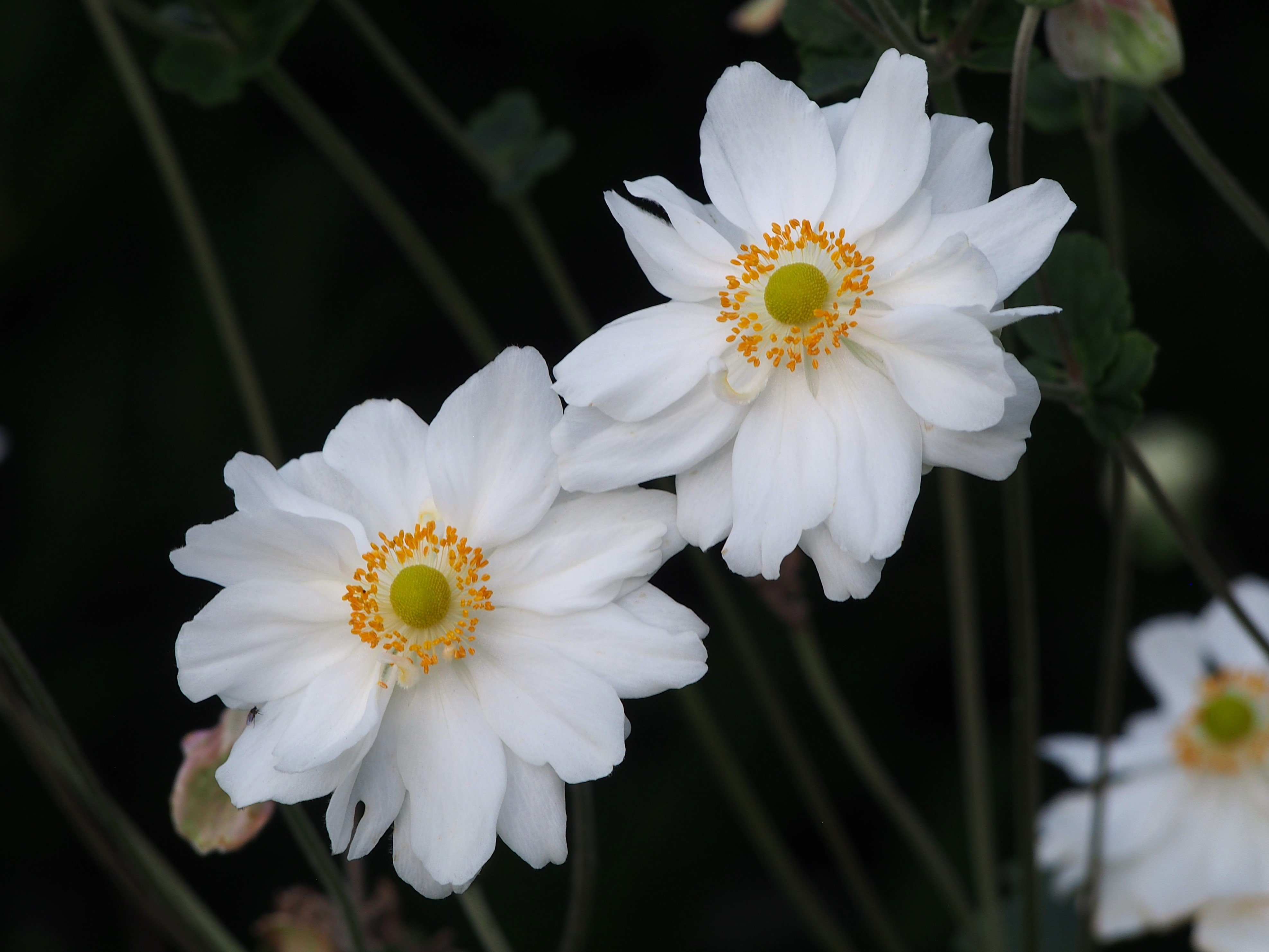
Anemone x hybrida ‘Whirlwind’

- 'Alice'. Цветки полумахровые, боловато-розовые. Сорт сходен с 'Königin Charlotte', но имеет более крупные жёлтые пыльники. Зоны морозостойкости: 5—7[3].
- 'Honorine Jobert' M. Jobert, 1858. Сорт создан во Франции, назван в честь дочери селекционера. Цветки белые. Период цветения: сентябрь-октябрь. Зоны морозостойкости: 5—7. Сорт награждён Garden Merit (AGM) Royal Horticultural Society[3].
- 'Whirlwind', 1887. Сорт найден в Рочестере(США). Растения до 76 см в высоту. Цветки полумахровые, белые с зеленоватым по краям лепестков. Лепестки узкие, слегка скрученные. Цветёт с августа. Зоны морозостойкости: 5—7[3].
- 'Königin Charlotte' (syn. 'Queen Charlotte') Pfitzer Nursery, 1898. Сорт создан в Германии. Цветки полумахровые, боловато-розовые. Зоны морозостойкости: 5—7[3].
- 'Kriemhilde', 1908. Высота растений 80—100 см. Цветки полумахровые, крупные, чашевидные, лавандово-розовые. Зоны морозостойкости: 5—7. Цветение в сентябре-октябре[3].
- 'Richard Ahrens' Pfitzer Nursery, 1921. Высота растений 70—90 см. Цветки полумахровые, бело-розовые. Зоны морозостойкости: 5—7. Цветение в июле и сентябре[3].
- 'Margarete'. Сорт немецкого происхождения. Цветки полумахровые, розовые, большие и тяжёлые, требуют защиты от ветра. Цветение с середины-конца сентября. Зоны морозостойкости: 5—7[3], согласно другому источнику 4—8[4].
- 'Rosenschale'. Высота растений 60—86 см. Цветки крупные, розово-фиолетовые. Цветение с августа по октябрь. Зоны морозостойкости: 5—7[3].

## Использование
В ландшафтном дизайне различные сорта эриокапителлы считаются идеальным партнёром для рододендронов, гортензий, аконитов, воронеца, клопогонов, гераней и хост.

## Агротехника
Местоположение: полутень. Посадка в местах освещаемых солнцем весь день возможна только в том случае, если грунт постоянно влажный. Почва: влажная, хорошо дренированная, богатая гумусом.
При выращивании в зонах морозостойкости 5 и ниже, рекомендуется мульчирование и посадка в защищённых от ветра местах. Без деления и пересадки гибридные анемоны могут успешно выращиваться 8—10 лет.